# 趙允旋
趙 允旋（조윤선、チョ・ユンソン、1966年7月22日 - ）は、韓国の政治家。ハンナラ党で朴槿恵の側近として活躍し、朴槿恵大統領政権下では女性家族部長官、政務首席秘書官（女性としては韓国初）、文化体育観光部長官を歴任した。第18代国会議員。

## 経歴
ソウル出身。仏教徒。ソウル大学校社会科学大学、コロンビア大学法科大学院卒。卒業後に司法試験に合格し、韓国と米国で弁護士として勤めていた。

### 女性家族部長官

#### 慰安婦問題
- 2013年4月13日、旧日本軍の従軍慰安婦問題を取り上げた漫画を外国語で制作し国際社会に配布することを表明。慰安婦問題に関する教育・広報用の漫画を制作し、アングレーム国際漫画祭にも出品する計画も明らかにした。同日にはソウルの同部庁舎にアングレーム市の市長や同国際漫画祭組織委ディレクターを招待し、協力を要請した[2]。
- 2013年10月11日、国連総会第3委員会に出席し、「10万人以上と推測される人たち（慰安婦）のうち韓国人生存者は56人。彼女たちは誰かによって集められ、ある国家（日本）の部隊に配置され、定期的に検査を受けながら徹底的に管理された。逃げることもできなかったし、監獄の囚人のように暮らしたという共通点がある。当事国は、紛争地域で女性に対する性暴力が続いている現実に怒るべきだと主張する前に、20世紀に犯した性暴力で苦痛と傷を抱えて生きている女性を無視してはならない」と演説した[3]。
- 2013年12月18日、民主党の「未来に向けて戦後補償を考える議員連盟」（江田五月団長、神本美恵子副団長）と韓国で面談し、慰安婦問題について協議した。
- 2014年1月27日、フランス・パリを訪問してユネスコのイリナ・ボコヴァ局長と会談。従軍慰安婦被害記録のユネスコ世界記録遺産登録を要請した[4]。

### 文化体育観光部長官
2016年9月5日には文化体育観光部長官に就任し、平昌オリンピックの主任大臣となった。しかし政務首席秘書官だった当時、金淇春元大統領秘書室長の指示で政府に批判的な文化人らのリストを作成していたとして、2017年1月21日に金と共に職権乱用容疑で逮捕され同日中に長官を辞任した。その後、2月7日に起訴された。
2017年7月27日、文化人らのリストについて直接の関与は認定されなかったが、リストの存在を知っていながら国会で知らないと虚偽の証言を行ったとして、ソウル中央地裁にて、懲役1年、執行猶予2年の有罪判決を言い渡された。検察が上訴、2018年1月23日にソウル高等地裁は、重要な役割を担っていたとして禁錮2年の実刑判決を言い渡した。

### 特赦
その後も政務首席秘書官を務めた時期に金淇春らと共に保守寄りの親政府社会団体を支援するように経済界を圧迫したとして、職権濫用・権利行使妨害の疑いで懲役10か月、執行猶予2年の有罪判決を言い渡された。2022年末の尹錫悦政権による新年特赦の対象であり、12月28日に釈放された。

## 親族
2022年、次女は東国製鋼会長の張世宙の次男と結婚した。